# Титан 34D
Титан 34D (на английски: Titan 34D) е американска тристепенна ракета-носител. Шеста, последна версия на ракетата – носител Титан III.

## Предназначение
Титан 34D е проектирана на базата на ракетата Титан IIIC. Разликата между Титан IIIC и Титан 34D е в по-мощните твърдогоривни бустери използвани в нулевата степен на последната. Използвана е за извеждане на редица сателити предимно с военно приложение. След като USAF заменят ракетата с по-мощния носител Титан IV, Титан 34D е превърната в комерсиална ракета-носител, която извежда няколко комуникационни сателита и космическия кораб на НАСА Марс Обзървър. Тази модификация на ракетата е с по-голям аеродинамичен обтекател и е известна като Титан 34Ds. Между октомври 1982 и септември 1989 г. са осъществени 15 изстрелвания, от които 12 са успешни. На разположение на конструкторите са и по-съвременните ускорителни степени IUS (на английски: Inertial Upper Stage) и TOS (на английски: Transfer Orbit Stage), които заменят при някои от мисиите ускорителния блок Транстейдж. Подобрена е авиониката и системите за управление на полета. На 18 април 1986 г. (само три месеца след катастрофата на космическата совалка Чалънджър) става една от най-тежките катастрофи в американската аерокосмическа история. Ракетата – носител Титан 34D се взривява при опит за стартиране на разузнавателен сателит KH-9. Експлозията става само осем секунди след старта и нанася тежки повреди на кулата за стартиране. По земята се посипват горещи отломки от разрушената ракета и големи количества токсично ракетно гориво.

## Спецификация

### Нулева степен
- Височина: 27,56 м.
- Максимално тегло: 251 427 кг.
- Сухо тегло: 40 827 кг.
- Двигатели: 2 x UA1206
- Тяга: 5227 kN
- Специфичен импулс: 265 секунди
- Време за работа: 114 секунди
- Гориво: твърдо

### Първа степен
- Височина: 23,99 м.
- Максимално тегло: 139 935 кг.
- Сухо тегло: 7000 кг.
- Двигател: LR-87-11
- Тяга: 2413 kN
- Специфичен импулс: 302 секунди
- Време за работа: 161 секунди
- Гориво: аерозин 50
- Окислител: диазотен тетраоксид

### Втора степен
- Височина: 23,99 м.
- Максимално тегло: 37 560 кг.
- Сухо тегло: 2900 кг.
- Двигател: LR-91-11
- Тяга: 460,3 kN
- Специфичен импулс: 316 секунди
- Време за работа: 230 секунди
- Гориво: аерозин 50
- Окислител: диазотен тетраоксид

### Трета степен –Транстейдж
- Двигатели: 2 х AJ-10-138
- Тяга: 71,2 kN
- Специфичен импулс: 319 секунди
- Време за работа: 440 секунди
- Гориво: аерозин 50
- Окислител: диазотен тетраоксид